# مارموت دم‌دراز
مارموت دم‌دراز (نام علمی: Marmota caudata) نام یک گونه از سرده مارموت است.